# Selsberge
Koordinaten: 51° 40′ 43″ N, 9° 21′ 16″ O

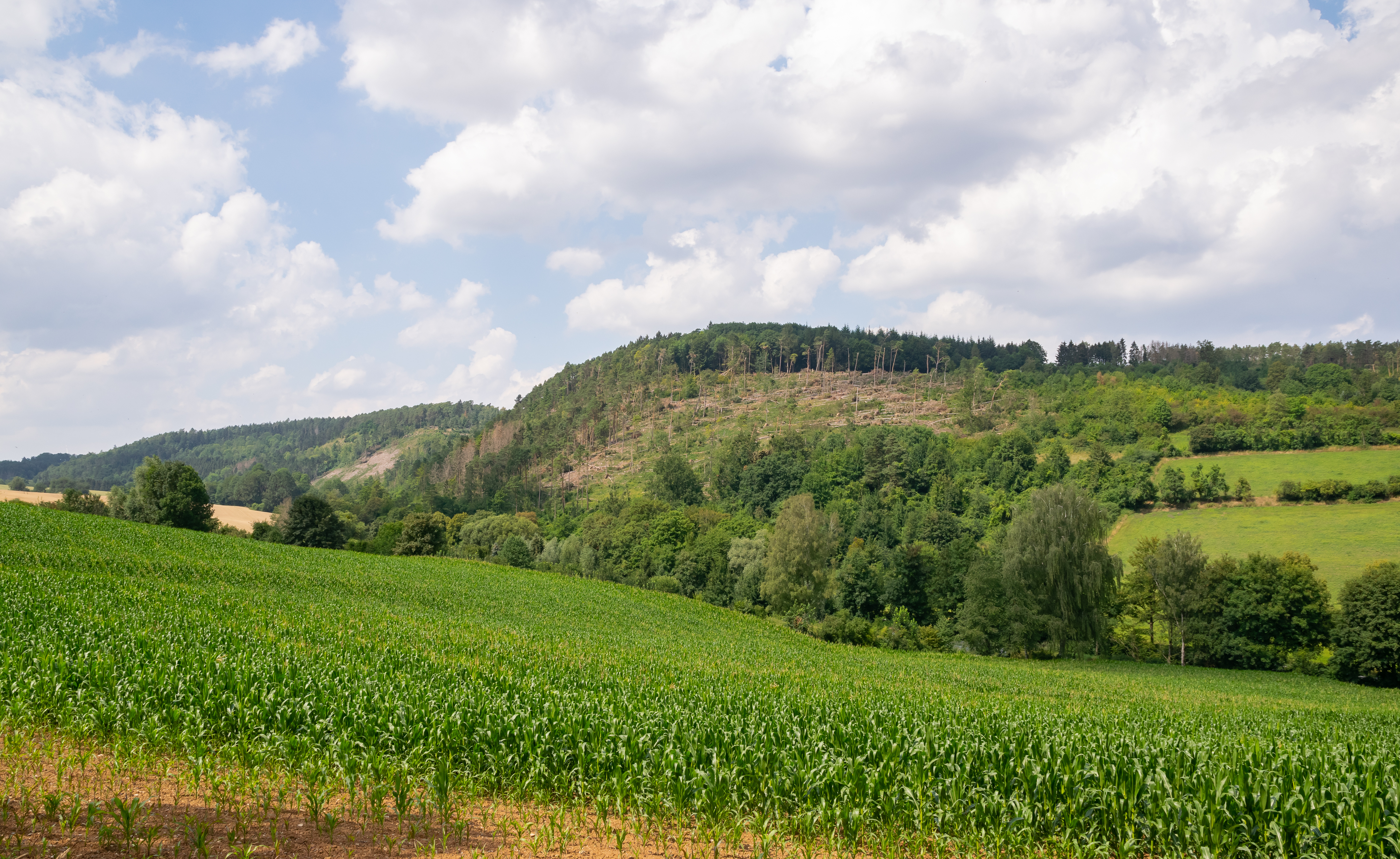
Naturschutzgebiet Selsberge (Juli 2018)

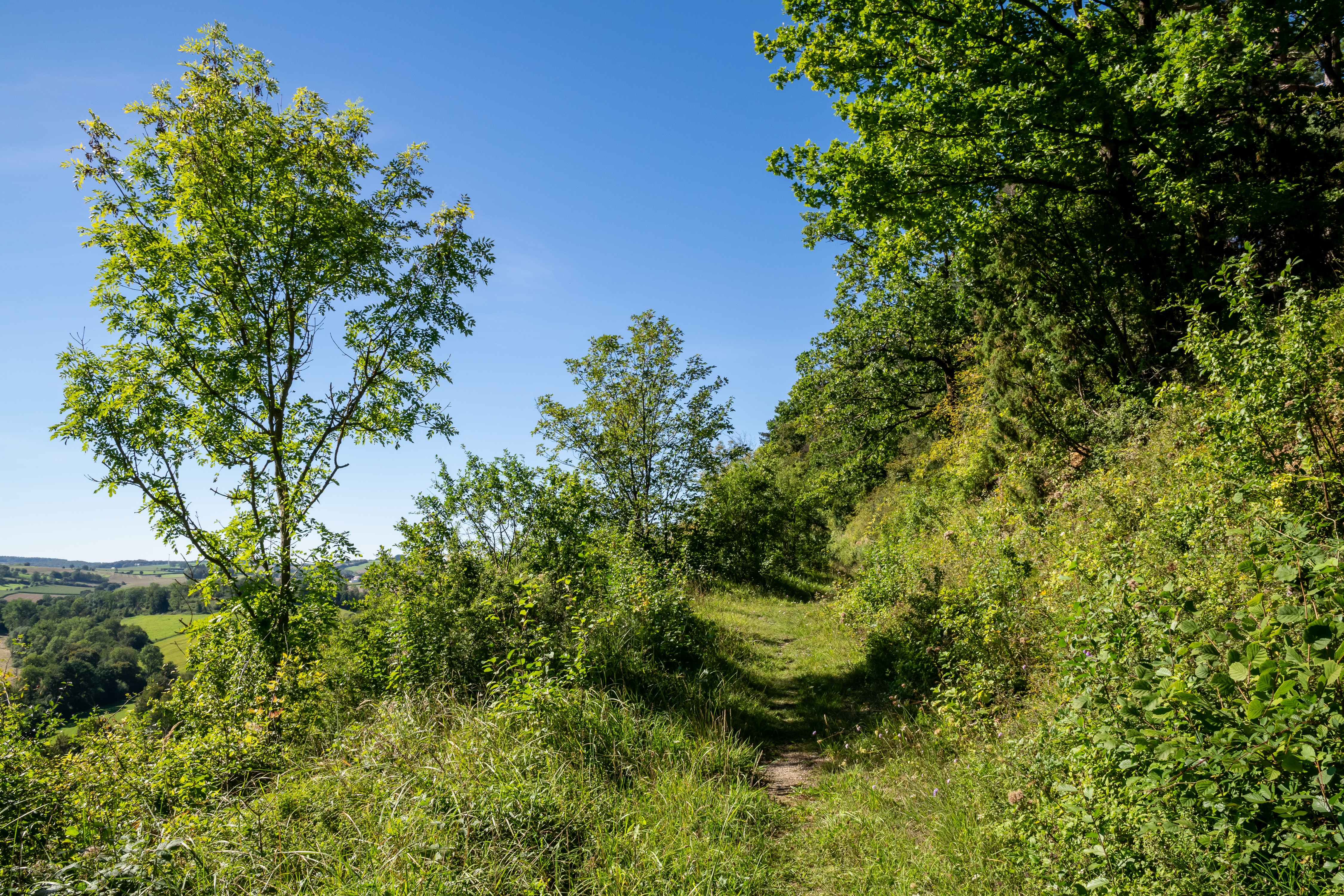
„Franzosenweg“ im Naturschutzgebiet

Das Naturschutzgebiet Selsberge liegt auf dem Gebiet der Stadt Beverungen im Kreis Höxter in Nordrhein-Westfalen.
Das Gebiet erstreckt sich nordwestlich der Kernstadt Beverungen. Am südlichen Rand des Gebietes verläuft die Kreisstraße K 48, östlich verläuft die B 83 und fließt die Weser.  Nordöstlich des Gebietes erstreckt sich das etwa 373,4 ha große Naturschutzgebiet (NSG) Buchenwälder zwischen Wildburg und Heineberg und südwestlich das etwa 107,4 ha große NSG Wandelnsberg. 

## Bedeutung
Das etwa 38,4 ha große Gebiet mit der Schlüssel-Nummer HX-037 steht seit dem Jahr 1987 unter Naturschutz. Schutzziele sind 
- die Erhaltung, Entwicklung und Wiederherstellung von Kalkmagerrasen als Lebensraum gefährdeter Arten (insbesondere Orchideen) sowie als Bestandteil der Kulturlandschaft,
- die Wiederherstellung naturnaher Laubwälder auf steilen Südwesthängen sowie
- die Erhaltung des Lebensraumes gefährdeter Pflanzenarten.[2]